# Genesis 2010
Genesis 2010 è stata la quinta edizione del pay-per-view prodotto dalla Total Nonstop Action Wrestling (TNA). L'evento si è svolto il 17 gennaio 2010 presso l'Impact Zone di Orlando in Florida.

## Risultati
| # | Match                                                                                            | Stipulazioni                                                           | Durata      |
| - | ------------------------------------------------------------------------------------------------ | ---------------------------------------------------------------------- | ----------- |
| 1 | Amazing Red (c) ha sconfitto Brian Kendrick                                                      | Single match per il titolo TNA X Division Championship                 | 09:04       |
| 2 | Sean Morley ha sconfitto Christopher Daniels                                                     | Single match                                                           | 09:07       |
| 3 | Tara ha sconfitto ODB (c) (2-0)                                                                  | 2 out of 3 falls match per il titolo TNA Women's Knockout Championship | 02:40 09:20 |
| 4 | Matt Morgan e Hernandez hanno sconfitto The British Invasion (Brutus Magnus e Doug Williams) (c) | Tag team match per il titolo TNA World Tag Team Championship           | 08:45       |
| 5 | Desmond Wolfe ha sconfitto D'Angelo Dinero                                                       | Single match                                                           | 13:32       |
| 6 | Beer Money, Inc. ( James Storm e Robert Roode) hanno sconfitto The Band (Kevin Nash e Syxx-Pac)  | Tag team match                                                         | 09:43       |
| 7 | Mr. Anderson ha sconfitto Abyss                                                                  | Single match                                                           | 10:35       |
| 8 | A.J. Styles (c) ha sconfitto Kurt Angle                                                          | Single match per il titolo TNA World Heavyweight Championship          | 28:46       |
|   | (c) = campione in carica al momento dell'inizio del match                                        |                                                                        |             |